# Volo Air India 171
Il volo Air India 171 era un volo di linea operato da Air India in servizio dall'aeroporto Internazionale Sardar Vallabhbhai Patel all'aeroporto di Londra-Gatwick.
Il 12 giugno 2025 l'aeromobile che effettuava il volo, un Boeing 787 Dreamliner, si è schiantato durante la fase di decollo su uno studentato medico nell'area di Meghani Nagar, una zona residenziale densamente popolata adiacente allo scalo. A bordo erano presenti 230 passeggeri e 12 membri dell'equipaggio; è sopravvissuto allo schianto un solo passeggero, incredibilmente ferito in maniera lieve. Altre ventinove persone sono morte a terra, e i feriti ricoverati in ospedale sono stati oltre sessanta. È stato inoltre il primo incidente fatale e prima perdita completa di un 787 Dreamliner dalla sua introduzione nel 2011.

## Contesto

### Aeromobile e rotta

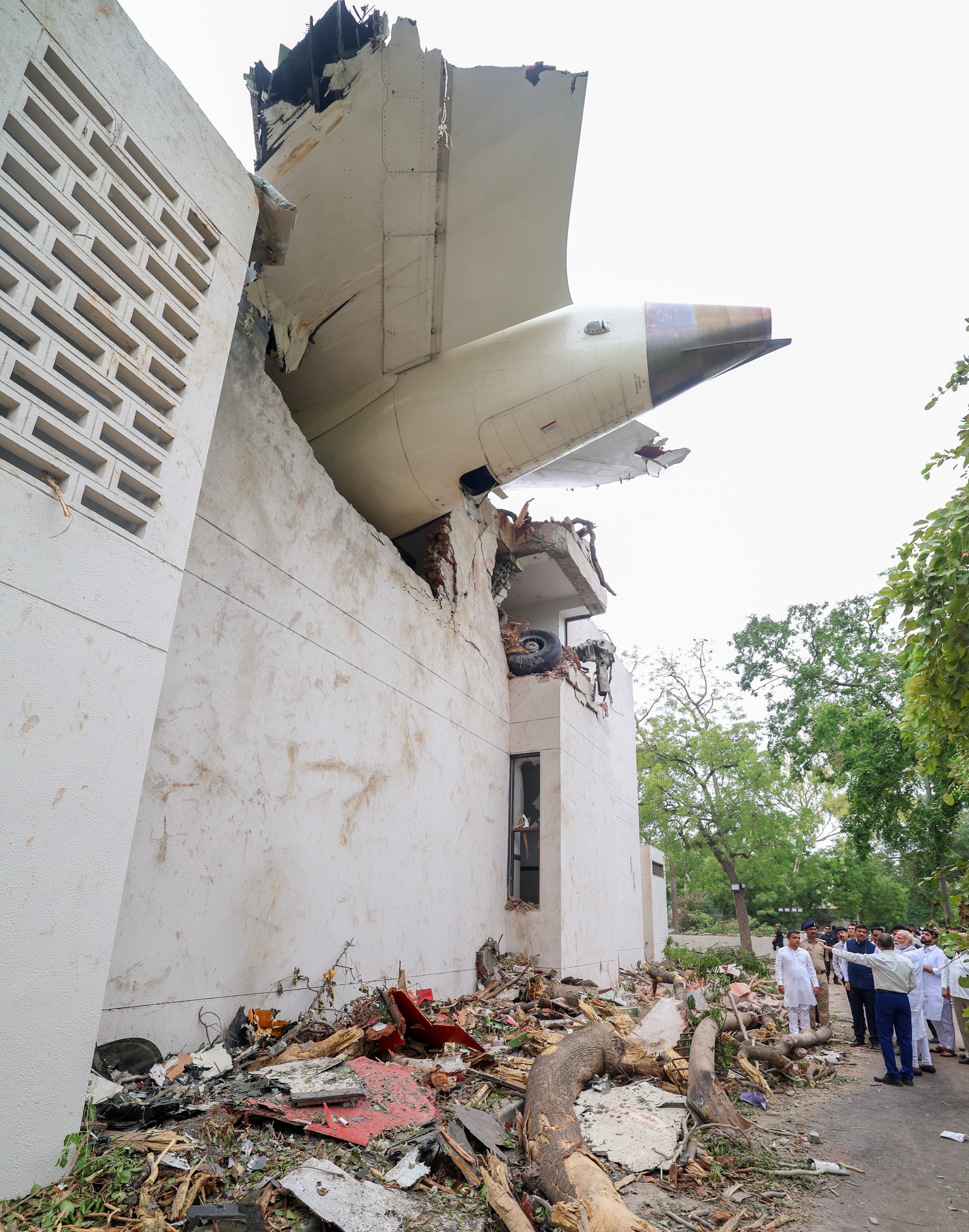
Il relitto dell'aereo sullo studentato

Il velivolo coinvolto era un Boeing 787-8 Dreamliner (S/N 36279), immatricolato VT-ANB e consegnato alla compagnia il 28 gennaio 2014. Assemblato allo stabilimento Boeing di Everett, parti della fusoliera erano state costruite allo stabilimento di Charleston (Carolina del Sud). Montava due motori General Electric GEnx-1B67 e al momento dell'incidente aveva 11 anni di servizio. 
Air India ha iniziato i collegamenti con Gatwick nel 2013. Al momento dell'incidente la compagnia operava dodici collegamenti a settimana su tale rotta, di cui cinque verso Ahmedabad. L'aeroporto di Ahmedabad è circondato da zone residenziali densamente abitate.

### Occupanti
Air India ha dichiarato che il volo trasportava 230 passeggeri, tra cui 11 bambini e 2 neonati, insieme a 2 piloti e 10 assistenti di volo, per un totale di 242 persone. La lista dei passeggeri includeva 169 indiani, 53 britannici, 7 portoghesi e un cittadino canadese. Il volo era comandato dal comandante Sumeet Sabharwal (55), con 8.200 ore di volo, e dal primo ufficiale Clive Kundar (32), con 1.100 ore di volo.

## L'incidente
Il volo 171 è decollato dalla pista 23 dell'aeroporto di Ahmedabad alle 13:38 locali (IST, 08:08 UTC) diretto a Londra-Gatwick. Secondo i rapporti METAR il meteo era stabile e la visibilità nitida.
Il transponder ADS-B dell'aereo ha riportato un'altitudine di cabina massima di 625 piedi (191 m). La sua trasmissione è stata perduta alle 08:08:50 UTC a circa 230 piedi (70 m), prima del termine della pista 05. Poco dopo il decollo, i piloti hanno dichiarato mayday, riportando perdita di potenza e spinta.
Un video dell'incidente mostra l'aereo prendere quota per poi cominciare gradualmente a scendere con il beccheggio in alto. Poco fuori dal campo visivo, si è schiantato circa trenta secondi dopo il decollo, seguito da una colonna di fuoco e fumo. Il luogo dello schianto è a 1,5 km dalla pista.
I testimoni oculari dell'area Meghaninagar hanno riferito esplosioni multiple, seguite da spesse colonne di fumo mentre l'aereo colpiva un edificio e scivolava. L'aereo si è schiantato nella zona residenziale del campus dell'ospedale civile locale, colpendo il quartiere dei medici e il dormitorio degli studenti dell'ospedale B. J. Medical College. Gli stabilizzatori e l'impennaggio parzialmente intatti sono finiti in cima a un ostello multipiano.
Questo incidente è il primo di Air India mortale e con perdita totale dell'aeromobile dall'esplosione della bomba nella stiva del volo 182 nel 1985.

## Soccorsi
La prima chiamata di richiesta soccorsi è stata ricevuta dal dipartimento dei vigili del fuoco di Ahmedabad alle 13:45 IST. Sono stati inviati sul posto più di 300 vigili del fuoco, 60 veicoli antincendio, 20 autocisterne e numerose ambulanze. Tutte le strade che portano al luogo dell'incidente e alle aree circostanti sono state chiuse per facilitare le operazioni di soccorso. Sono state allertate anche squadre e veicoli antincendio dalle città vicine fra cui Vadodara e Gandhinagar.
La Central Industrial Security Force, responsabile della sicurezza dell'aeroporto di Ahmedabad, è stata tra i primi a intervenire. Alle operazioni di soccorso si sono inoltre unite squadre dell'esercito indiano, della Border Security Force, della Central Reserve Police Force, della National Disaster Response Force e delle Western Railways.
Il Municipio di Ahmedabad ha inviato oltre 150 veicoli, tra cui macchine movimento terra, escavatori, camion e un rullo compressore, per rimuovere i detriti dal sito, fornendo anche ingegneri e personale del dipartimento sanitario. Tutti gli ospedali municipali sono stati messi in allerta per ricevere i feriti. Poco dopo l'incidente, tutte le operazioni di volo all'aeroporto sono state sospese, per poi riprendere più tardi nel corso della giornata a capacità ridotta.

## Le indagini
La Direzione generale dell'aviazione civile (DGCA) e Air India hanno avviato inchieste per determinare le cause dell'incidente. Una squadra tecnica è stata inviata sul posto. Al momento dello schianto l'aeromobile era completamente rifornito per la tratta a lungo raggio verso Londra, circostanza che potrebbe aver intensificato l'incendio. Sia il Flight Data Recorder che il Cockpit Voice Recorder sono stati recuperati dal luogo del disastro. 
L'8 luglio è stato reso pubblico il rapporto preliminare. Secondo quanto ricavato dall'analisi del registratore dei dati di volo, l'aereo ha iniziato la corsa al decollo alle 13:37:37, ora locale. Raggiunta la velocità di rotazione di 155 nodi (287 km/h) alle 13:38:35, è decollato dalla pista circa quattro secondi dopo. Alle 13:38:42, mentre l'aereo raggiungeva la velocità massima registrata di 180 nodi (330 km/h), entrambi i motori si sono spenti dopo che i rispettivi interruttori di controllo del carburante sono passati dalla posizione RUN a CUTOFF, uno dopo l'altro, a distanza di un secondo l'uno dall'altro. La potenza dei motori ha iniziato a calare immediatamente, mentre dalle registrazioni dei suoni in cabina di pilotaggio è emerso come uno dei piloti domandava all'altro per quale motivo avesse interrotto il rifornimento di carburante, con l'altro che rispondeva di non averlo fatto. Il rapporto non ha specificato quale pilota avesse rilasciato le rispettive dichiarazioni.

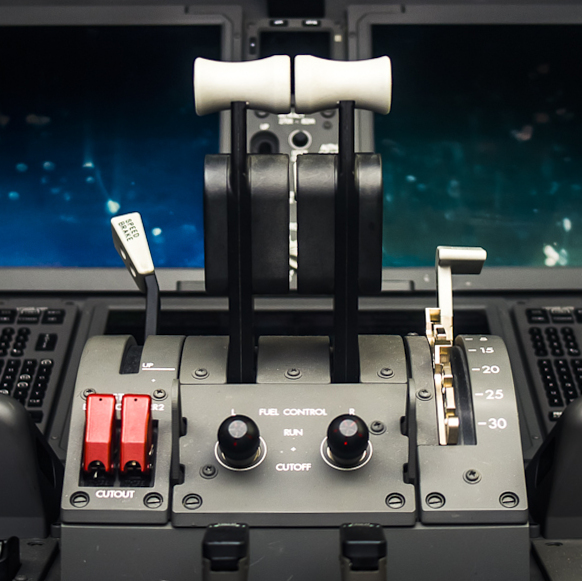
Plancia di un Boeing 787-8, simile a quello dell'aereo incidentato. I due interruttori di controllo del carburante, situati sotto le manette dei motori, sono contrassegnati con le indicazioni di posizione "RUN" (su) e "CUTOFF" (giù).

Alle 13:38:47, con entrambi i motori che perdevano potenza, è stato registrato lo spiegamento automatico della RAT, iniziando a fornire energia idraulica ed elettrica di emergenza. Alle 13:38:52, l'interruttore del carburante del motore 1 venne riposizionato su RUN, seguito quattro secondi dopo dall'interruttore del motore 2. A quel punto, il sistema di controllo digitale del motore (FADEC) di ciascun motore tentò automaticamente di riavviare i motori.
Al termine della registrazione dei dati di volo, alle 13:39:11, il motore 1 si era riacceso e la velocità della turbina era in aumento, mentre il motore 2 si era riacceso ma la sua velocità era instabile, con il FADEC che immetteva ulteriore carburante nel tentativo di recuperare potenza. Le manette dei motori sono state trovate in posizione di minimo (IDLE) al momento del recupero; tuttavia, il registratore dei dati di volo ha mostrato che entrambe le manette erano state mantenute alla spinta di decollo fino al momento dell'impatto. I flap erano stati impostati correttamente per il decollo a 5°. Il rapporto non ha identificato alcun guasto meccanico né ha raccomandato azioni di sicurezza per gli operatori o i produttori del 787 o dei suoi motori GEnx. La causa dei movimenti dell'interruttore del carburante era ancora oggetto di indagine al momento della pubblicazione del rapporto.
Gli inquirenti hanno inoltre stabilito come quel giorno non ci fosse un'intensa attività di volatili nei dintorni, potendo escludere l'ipotesi di un bird strike.

## Reazioni politiche

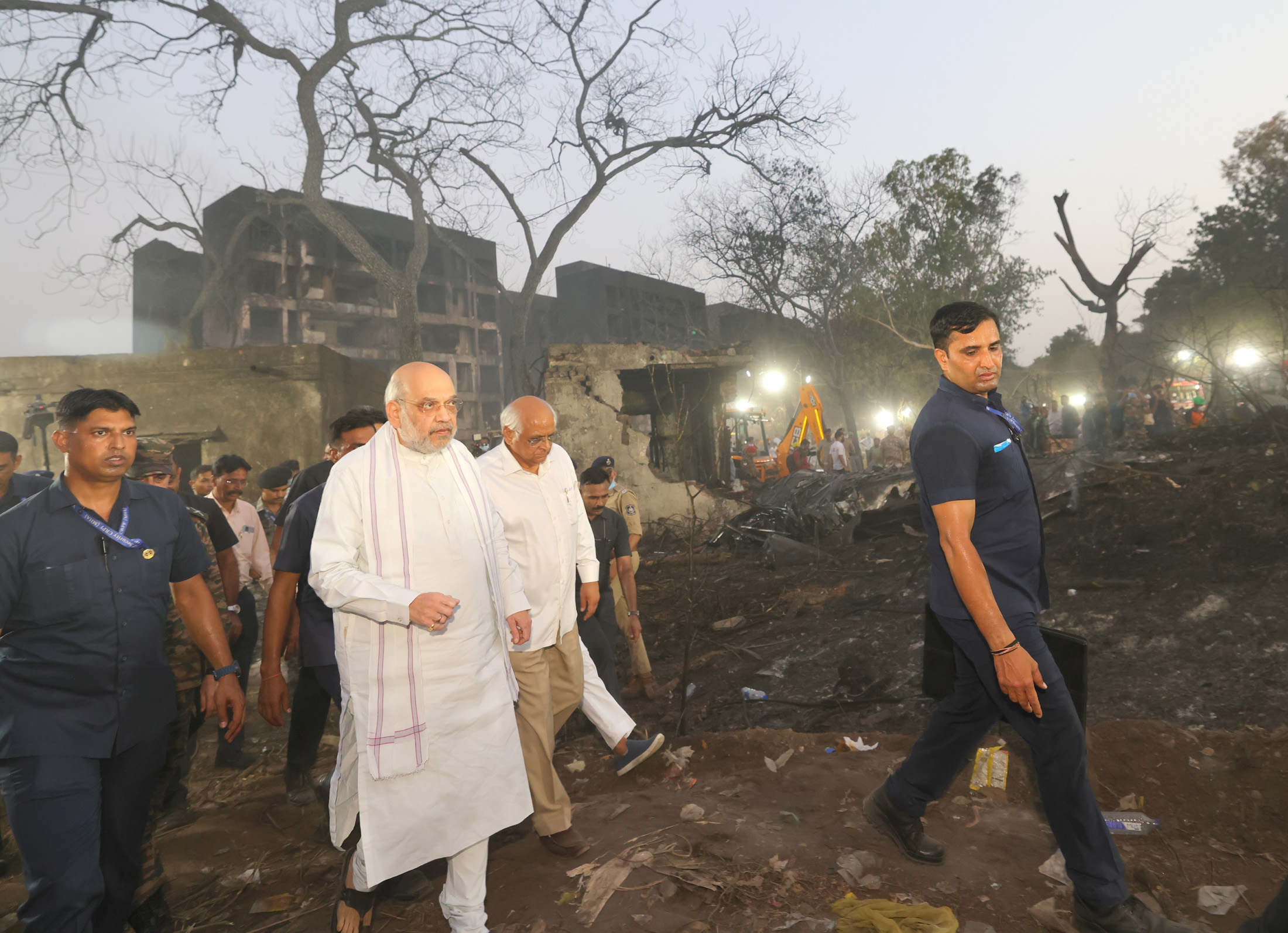
Il Ministro indiano degli Affari Interni Amit Shah e il Primo Ministro del Gujarat Bhupendrabhai Patel sul luogo del disastro

Il primo ministro indiano Narendra Modi ha visitato il luogo dell'incidente il 13 giugno, e successivamente si è recato in ospedale dove ha incontrato l'unico superstite dell'aereo e i feriti a terra.
Il primo ministro britannico Keir Starmer ha espresso le sue condoglianze e il Ministero degli Esteri del Regno Unito ha organizzato squadre di crisi in India e nel Regno Unito. Durante il Trooping the Colour del 14 giugno, è stato osservato un minuto di silenzio e i membri della famiglia reale inglese hanno indossato il lutto al braccio in ricordo delle vittime, su richiesta del re Carlo III.

## Conseguenze
Dopo l'incidente, Air India ha ritirato il numero di volo AI171 e il reciproco AI172, rinumerandoli rispettivamente AI159 e AI160. Anche Air India Express ha ritirato il numero IX171.